# Calima, Columbia
Calima är en kommun i Colombia.   Den ligger i departementet Valle del Cauca, i den västra delen av landet, 300 km väster om huvudstaden Bogotá. Antalet invånare är 15 497. Arean är 1 154 kvadratkilometer.
Terrängen i Calima är bergig österut, men västerut är den kuperad.